# Gruppspelet i Svenska cupen i fotboll för damer 2017/2018
Gruppspelet i Svenska cupen i fotboll för damer 2017/2018 spelades från den 10 februari till den 11 mars 2018, totalt 16 lag tävlade i gruppspelet om fyra slutspelsplatser. Gruppspelet bestod av 16 lag som delades upp i fyra grupper med fyra lag i varje grupp. Alla lag i varje grupp spelade mot varandra en gång. Varje gruppvinnare gick vidare till semifinal.

## Grupper

### Grupp 1
| Nr | Lag ( )              | S | V | O | F | GM | IM | MS  | P |
| -- | -------------------- | - | - | - | - | -- | -- | --- | - |
| 1  | Linköpings FC        | 3 | 2 | 1 | 0 | 9  | 1  | +8  | 7 |
| 2  | Kopparbergs/Göteborg | 3 | 2 | 1 | 0 | 9  | 1  | +8  | 7 |
| 3  | Limhamn Bunkeflo     | 3 | 1 | 0 | 2 | 6  | 6  | 0   | 3 |
| 4  | Lidköpings FK        | 3 | 0 | 0 | 3 | 1  | 17 | −16 | 0 |

|             | 10 februari 2018 | Linköpings FC                                | 3 – 0           | Limhamn Bunkeflo | Linköping Arena                           |                                           |
| 14:00 UTC+1 | 14:00 UTC+1      | Filippa Angeldal 28′ Marija Banusic 80′, 85′ | (1 – 0) Rapport |                  | Linköping Publik: 91 Domare: Paul Shamoun | Linköping Publik: 91 Domare: Paul Shamoun |
| 14:00 UTC+1 | 14:00 UTC+1      |                                              |                 |                  | Linköping Publik: 91 Domare: Paul Shamoun | Linköping Publik: 91 Domare: Paul Shamoun |
| 14:00 UTC+1 | 14:00 UTC+1      |                                              |                 |                  | Linköping Publik: 91 Domare: Paul Shamoun | Linköping Publik: 91 Domare: Paul Shamoun |

|             | 10 februari 2018 | Lidköpings FK | 0 – 6           | Kopparbergs/Göteborg                                                                     | Rådavallen                                    |                                               |
| 14:00 UTC+1 | 14:00 UTC+1      |               | (0 – 4) Rapport | 10′ Elin Rubensson 22′, 73′ Olivia Schough 38′ Adelina Engman 43′, 47′ Rebecka Blomqvist | Lidköping Publik: 250 Domare: Christer Hallén | Lidköping Publik: 250 Domare: Christer Hallén |
| 14:00 UTC+1 | 14:00 UTC+1      |               |                 |                                                                                          | Lidköping Publik: 250 Domare: Christer Hallén | Lidköping Publik: 250 Domare: Christer Hallén |
| 14:00 UTC+1 | 14:00 UTC+1      |               |                 |                                                                                          | Lidköping Publik: 250 Domare: Christer Hallén | Lidköping Publik: 250 Domare: Christer Hallén |

|             | 17 februari 2018 | Lidköpings FK | 0 – 5           | Linköpings FC                                                                             | Rådavallen                                   |                                              |
| 14:00 UTC+1 | 14:00 UTC+1      |               | (0 – 3) Rapport | 6′ Frida Leonardsen Maanum 20′ Tove Almqvist 30′ Kosovare Asllani 47′, 59′ Marija Banusic | Lidköping Publik: 311 Domare: Ulrik Hedfjärd | Lidköping Publik: 311 Domare: Ulrik Hedfjärd |
| 14:00 UTC+1 | 14:00 UTC+1      |               |                 |                                                                                           | Lidköping Publik: 311 Domare: Ulrik Hedfjärd | Lidköping Publik: 311 Domare: Ulrik Hedfjärd |
| 14:00 UTC+1 | 14:00 UTC+1      |               |                 |                                                                                           | Lidköping Publik: 311 Domare: Ulrik Hedfjärd | Lidköping Publik: 311 Domare: Ulrik Hedfjärd |

|             | 17 februari 2018 | Kopparbergs/Göteborg                        | 2 – 0           | Limhamn Bunkeflo | Valhalla IP                                   |                                               |
| 14:00 UTC+1 | 14:00 UTC+1      | Rebecka Blomqvist 37′ Irvina Bajramovic 44′ | (2 – 0) Rapport |                  | Göteborg Publik: 218 Domare: Pernilla Larsson | Göteborg Publik: 218 Domare: Pernilla Larsson |
| 14:00 UTC+1 | 14:00 UTC+1      |                                             |                 |                  | Göteborg Publik: 218 Domare: Pernilla Larsson | Göteborg Publik: 218 Domare: Pernilla Larsson |
| 14:00 UTC+1 | 14:00 UTC+1      |                                             |                 |                  | Göteborg Publik: 218 Domare: Pernilla Larsson | Göteborg Publik: 218 Domare: Pernilla Larsson |

|             | 11 mars 2018 | Limhamn Bunkeflo | 6 – 1           | Lidköpings FK         | Brovallen                                           |                                                     |
| 13:00 UTC+1 | 13:00 UTC+1  | Rakel Hönnudóttir 28′ Amanda Kander 32′ Anna Björk Kristjansdottir 45+1′ Eveliina Parikka 56′ Elisa Lang Nilsson 83′ Malin Winberg 89′ | (3 – 1) Rapport | 31′ Sandra Lagerbratt | Bunkeflostrand Publik: 62 Domare: Maral Mirzai Beni | Bunkeflostrand Publik: 62 Domare: Maral Mirzai Beni |
| 13:00 UTC+1 | 13:00 UTC+1  | |                 |                       | Bunkeflostrand Publik: 62 Domare: Maral Mirzai Beni | Bunkeflostrand Publik: 62 Domare: Maral Mirzai Beni |
| 13:00 UTC+1 | 13:00 UTC+1  | |                 |                       | Bunkeflostrand Publik: 62 Domare: Maral Mirzai Beni | Bunkeflostrand Publik: 62 Domare: Maral Mirzai Beni |

|             | 11 mars 2018 | Linköpings FC      | 1 – 1           | Kopparbergs/Göteborg  | Linköping Arena                                                    |                                                                    |
| 13:00 UTC+1 | 13:00 UTC+1  | Elin Landström 54′ | (0 – 1) Rapport | 31′ Rebecka Blomqvist | Linköping Publik: 742<refname="LFC-K/G"/> Domare: Pernilla Larsson | Linköping Publik: 742<refname="LFC-K/G"/> Domare: Pernilla Larsson |
| 13:00 UTC+1 | 13:00 UTC+1  |                    |                 |                       | Linköping Publik: 742<refname="LFC-K/G"/> Domare: Pernilla Larsson | Linköping Publik: 742<refname="LFC-K/G"/> Domare: Pernilla Larsson |
| 13:00 UTC+1 | 13:00 UTC+1  |                    |                 |                       | Linköping Publik: 742<refname="LFC-K/G"/> Domare: Pernilla Larsson | Linköping Publik: 742<refname="LFC-K/G"/> Domare: Pernilla Larsson |

### Grupp 2
| Nr | Lag ( )           | S | V | O | F | GM | IM | MS  | P |
| -- | ----------------- | - | - | - | - | -- | -- | --- | - |
| 1  | FC Rosengård      | 3 | 3 | 0 | 0 | 22 | 2  | +20 | 9 |
| 2  | Kristianstads DFF | 3 | 1 | 1 | 1 | 9  | 3  | +6  | 4 |
| 3  | Vittsjö GIK       | 3 | 1 | 1 | 1 | 8  | 3  | +5  | 4 |
| 4  | Qviding FIF       | 3 | 0 | 0 | 3 | 0  | 31 | −31 | 0 |

|             | 10 februari 2018 | FC Rosengård                    | 3 – 0           | Vittsjö GIK | Malmö IP                                   |                                            |
| 14:00 UTC+1 | 14:00 UTC+1      | Sanne Troelsgaard 40′, 65′, 75′ | (1 – 0) Rapport |             | Malmö Publik: 266 Domare: Pernilla Larsson | Malmö Publik: 266 Domare: Pernilla Larsson |
| 14:00 UTC+1 | 14:00 UTC+1      |                                 |                 |             | Malmö Publik: 266 Domare: Pernilla Larsson | Malmö Publik: 266 Domare: Pernilla Larsson |
| 14:00 UTC+1 | 14:00 UTC+1      |                                 |                 |             | Malmö Publik: 266 Domare: Pernilla Larsson | Malmö Publik: 266 Domare: Pernilla Larsson |

|             | 10 februari 2018 | Qviding FIF | 0 – 7           | Kristianstads DFF                                                                       | Valhalla IP                               |                                           |
| 14:00 UTC+1 | 14:00 UTC+1      |             | (0 – 5) Rapport | 3′ Rebecca Edwards 6′ Ogonna Chukwudi 8′, 27′ Amanda Edgren 22′, 48′, 83′ Rita Chikwelu | Göteborg Publik: 151 Domare: Helena Ögren | Göteborg Publik: 151 Domare: Helena Ögren |
| 14:00 UTC+1 | 14:00 UTC+1      |             |                 |                                                                                         | Göteborg Publik: 151 Domare: Helena Ögren | Göteborg Publik: 151 Domare: Helena Ögren |
| 14:00 UTC+1 | 14:00 UTC+1      |             |                 |                                                                                         | Göteborg Publik: 151 Domare: Helena Ögren | Göteborg Publik: 151 Domare: Helena Ögren |

|             | 17 februari 2018 | Kristianstads DFF | 0 – 0           | Vittsjö GIK | Vilans IP                                      |                                                |
| 14:00 UTC+1 | 14:00 UTC+1      |                   | (0 – 0) Rapport |             | Kristianstad Publik: 140 Domare: Tess Olofsson | Kristianstad Publik: 140 Domare: Tess Olofsson |
| 14:00 UTC+1 | 14:00 UTC+1      |                   |                 |             | Kristianstad Publik: 140 Domare: Tess Olofsson | Kristianstad Publik: 140 Domare: Tess Olofsson |
| 14:00 UTC+1 | 14:00 UTC+1      |                   |                 |             | Kristianstad Publik: 140 Domare: Tess Olofsson | Kristianstad Publik: 140 Domare: Tess Olofsson |

|             | 18 februari 2018 | Qviding FIF | 0 – 16          | FC Rosengård | Valhalla IP                               |                                           |
| 14:00 UTC+1 | 14:00 UTC+1      |             | (0 – 8) Rapport | 4′ Ebba Wieder 7′, 12′, 65′, 69′ Anja Mittag 11′, 26′ Fiona Brown 17′ Caroline Seger 19′, 59′, 77′, 80′, 90+2′ Sanne Troelsgaard 33′ Glódís Perla Viggósdóttir 63′, 90+1′ Iva Landeka | Göteborg Publik: 200 Domare: Sara Persson | Göteborg Publik: 200 Domare: Sara Persson |
| 14:00 UTC+1 | 14:00 UTC+1      |             |                 | | Göteborg Publik: 200 Domare: Sara Persson | Göteborg Publik: 200 Domare: Sara Persson |
| 14:00 UTC+1 | 14:00 UTC+1      |             |                 | | Göteborg Publik: 200 Domare: Sara Persson | Göteborg Publik: 200 Domare: Sara Persson |

|             | 11 mars 2018 | Vittsjö GIK | 8 – 0           | Qviding FIF | Österås IP                                                         |                                                                    |
| 13:00 UTC+1 | 13:00 UTC+1  | Jennifer Ström 23′ (sjm.) Linda Sällström 33′, 66′ Johanna Andersson 42′ Emma Lundh 45′, 61′ Osinachi Ohale 48′ Clara Markstedt 53′ | (4 – 0) Rapport |             | Hässleholm Publik: 142<refname="VGIK-QFIF"/> Domare: Levente Szasz | Hässleholm Publik: 142<refname="VGIK-QFIF"/> Domare: Levente Szasz |
| 13:00 UTC+1 | 13:00 UTC+1  | |                 |             | Hässleholm Publik: 142<refname="VGIK-QFIF"/> Domare: Levente Szasz | Hässleholm Publik: 142<refname="VGIK-QFIF"/> Domare: Levente Szasz |
| 13:00 UTC+1 | 13:00 UTC+1  | |                 |             | Hässleholm Publik: 142<refname="VGIK-QFIF"/> Domare: Levente Szasz | Hässleholm Publik: 142<refname="VGIK-QFIF"/> Domare: Levente Szasz |

|             | 11 mars 2018 | FC Rosengård                                                  | 3 – 2           | Kristianstads DFF      | Malmö IP                                   |                                            |
| 13:00 UTC+1 | 13:00 UTC+1  | Simone Boye Sørensen 3′ Anja Mittag 35′ Sanne Troelsgaard 68′ | (2 – 1) Rapport | 13′, 67′ Rita Chikwelu | Malmö Publik: 623 Domare: Niklas Andersson | Malmö Publik: 623 Domare: Niklas Andersson |
| 13:00 UTC+1 | 13:00 UTC+1  |                                                               |                 |                        | Malmö Publik: 623 Domare: Niklas Andersson | Malmö Publik: 623 Domare: Niklas Andersson |
| 13:00 UTC+1 | 13:00 UTC+1  |                                                               |                 |                        | Malmö Publik: 623 Domare: Niklas Andersson | Malmö Publik: 623 Domare: Niklas Andersson |

### Grupp 3
| Nr | Lag ( )           | S | V | O | F | GM | IM | MS  | P |
| -- | ----------------- | - | - | - | - | -- | -- | --- | - |
| 1  | Eskilstuna United | 3 | 3 | 0 | 0 | 9  | 1  | +8  | 9 |
| 2  | Kvarnsvedens IK   | 3 | 2 | 0 | 1 | 5  | 4  | +1  | 6 |
| 3  | IK Uppsala        | 3 | 1 | 0 | 2 | 6  | 3  | +3  | 3 |
| 4  | Älvsjö AIK        | 3 | 0 | 0 | 3 | 2  | 14 | −12 | 0 |

|             | 10 februari 2018 | Eskilstuna United        | 2 – 1           | IK Uppsala      | Tunavallen                                   |                                              |
| 14:00 UTC+1 | 14:00 UTC+1      | Loreta Kullashi 63′, 70′ | (0 – 1) Rapport | 2′ Beata Olsson | Eskilstuna Publik: 178 Domare: Tess Olofsson | Eskilstuna Publik: 178 Domare: Tess Olofsson |
| 14:00 UTC+1 | 14:00 UTC+1      |                          |                 |                 | Eskilstuna Publik: 178 Domare: Tess Olofsson | Eskilstuna Publik: 178 Domare: Tess Olofsson |
| 14:00 UTC+1 | 14:00 UTC+1      |                          |                 |                 | Eskilstuna Publik: 178 Domare: Tess Olofsson | Eskilstuna Publik: 178 Domare: Tess Olofsson |

|             | 10 februari 2018 | Älvsjö AIK                               | 2 – 4           | Kvarnsvedens IK                                         | Brantbrinks IP                             |                                            |
| 14:00 UTC+1 | 14:00 UTC+1      | Isabelle Käller 14′ Jennifer Sjösten 38′ | (2 – 2) Rapport | 2′, 80′ Temwa Chawinga 26′ Lova Lundin 75′ Jenny Stadin | Tullinge Publik: 84 Domare: Cecilia Ekwall | Tullinge Publik: 84 Domare: Cecilia Ekwall |
| 14:00 UTC+1 | 14:00 UTC+1      |                                          |                 |                                                         | Tullinge Publik: 84 Domare: Cecilia Ekwall | Tullinge Publik: 84 Domare: Cecilia Ekwall |
| 14:00 UTC+1 | 14:00 UTC+1      |                                          |                 |                                                         | Tullinge Publik: 84 Domare: Cecilia Ekwall | Tullinge Publik: 84 Domare: Cecilia Ekwall |

|             | 17 februari 2018 | Älvsjö AIK | 0 – 5           | Eskilstuna United                                                                                   | Brantbrinks IP                               |                                              |
| 14:00 UTC+1 | 14:00 UTC+1      |            | (0 – 0) Rapport | 50′ (sjm.) Hanna Fix 54′ Vaila Barsley 69′ Julia Tunturi 80′ Felicia Karlsson 90+1′ Loreta Kullashi | Tullinge Publik: 100 Domare: Jennifer Laurin | Tullinge Publik: 100 Domare: Jennifer Laurin |
| 14:00 UTC+1 | 14:00 UTC+1      |            |                 | | Tullinge Publik: 100 Domare: Jennifer Laurin | Tullinge Publik: 100 Domare: Jennifer Laurin |
| 14:00 UTC+1 | 14:00 UTC+1      |            |                 | | Tullinge Publik: 100 Domare: Jennifer Laurin | Tullinge Publik: 100 Domare: Jennifer Laurin |

|             | 17 februari 2018 | Kvarnsvedens IK   | 1 – 0           | IK Uppsala | Ljungbergsplanen                                |                                                 |
| 14:00 UTC+1 | 14:00 UTC+1      | Temwa Chawinga 4′ | (1 – 0) Rapport |            | Kvarnsveden Publik: 137 Domare: Sandra Almkvist | Kvarnsveden Publik: 137 Domare: Sandra Almkvist |
| 14:00 UTC+1 | 14:00 UTC+1      |                   |                 |            | Kvarnsveden Publik: 137 Domare: Sandra Almkvist | Kvarnsveden Publik: 137 Domare: Sandra Almkvist |
| 14:00 UTC+1 | 14:00 UTC+1      |                   |                 |            | Kvarnsveden Publik: 137 Domare: Sandra Almkvist | Kvarnsveden Publik: 137 Domare: Sandra Almkvist |

|             | 10 mars 2018 | IK Uppsala | 5 – 0           | Älvsjö AIK | Lötens IP                                  |                                            |
| 13:15 UTC+1 | 13:15 UTC+1  |            | (3 – 0) Rapport |            | Uppsala Publik: 89 Domare: Jennifer Laurin | Uppsala Publik: 89 Domare: Jennifer Laurin |
| 13:15 UTC+1 | 13:15 UTC+1  |            |                 |            | Uppsala Publik: 89 Domare: Jennifer Laurin | Uppsala Publik: 89 Domare: Jennifer Laurin |
| 13:15 UTC+1 | 13:15 UTC+1  |            |                 |            | Uppsala Publik: 89 Domare: Jennifer Laurin | Uppsala Publik: 89 Domare: Jennifer Laurin |

|             | 10 mars 2018 | Eskilstuna United                          | 2 – 0           | Kvarnsvedens IK | Tunavallen                                     |                                                |
| 13:15 UTC+1 | 13:15 UTC+1  | Cornelia Ellefors 32′ Felicia Karlsson 53′ | (1 – 0) Rapport |                 | Eskilstuna Publik: 200 Domare: Sandra Almkvist | Eskilstuna Publik: 200 Domare: Sandra Almkvist |
| 13:15 UTC+1 | 13:15 UTC+1  |                                            |                 |                 | Eskilstuna Publik: 200 Domare: Sandra Almkvist | Eskilstuna Publik: 200 Domare: Sandra Almkvist |
| 13:15 UTC+1 | 13:15 UTC+1  |                                            |                 |                 | Eskilstuna Publik: 200 Domare: Sandra Almkvist | Eskilstuna Publik: 200 Domare: Sandra Almkvist |

### Grupp 4
| Nr | Lag ( )        | S | V | O | F | GM | IM | MS | P |
| -- | -------------- | - | - | - | - | -- | -- | -- | - |
| 1  | Djurgårdens IF | 3 | 2 | 1 | 0 | 6  | 1  | +5 | 7 |
| 2  | Piteå IF       | 3 | 1 | 2 | 0 | 6  | 4  | +2 | 5 |
| 3  | Hammarby IF    | 3 | 1 | 1 | 1 | 4  | 5  | −1 | 4 |
| 4  | KIF Örebro     | 3 | 0 | 0 | 3 | 0  | 6  | −6 | 0 |

|             | 10 februari 2018 | KIF Örebro | 0 – 2           | Piteå IF                                 | Behrn Arena                                 |                                             |
| 14:00 UTC+1 | 14:00 UTC+1      |            | (0 – 1) Rapport | 10′ Julia Karlenäs 81′ Selina Henriksson | Örebro Publik: 97 Domare: Annica Torkelsson | Örebro Publik: 97 Domare: Annica Torkelsson |
| 14:00 UTC+1 | 14:00 UTC+1      |            |                 |                                          | Örebro Publik: 97 Domare: Annica Torkelsson | Örebro Publik: 97 Domare: Annica Torkelsson |
| 14:00 UTC+1 | 14:00 UTC+1      |            |                 |                                          | Örebro Publik: 97 Domare: Annica Torkelsson | Örebro Publik: 97 Domare: Annica Torkelsson |

|             | 10 februari 2018 | Djurgårdens IF                                | 2 – 0           | Hammarby IF | Grimsta IP                                     |                                                |
| 14:00 UTC+1 | 14:00 UTC+1      | Ingibjörg Sigurðardóttir 23′ Mia Jalkerud 50′ | (1 – 0) Rapport |             | Stockholm Publik: 511 Domare: Lovisa Johansson | Stockholm Publik: 511 Domare: Lovisa Johansson |
| 14:00 UTC+1 | 14:00 UTC+1      |                                               |                 |             | Stockholm Publik: 511 Domare: Lovisa Johansson | Stockholm Publik: 511 Domare: Lovisa Johansson |
| 14:00 UTC+1 | 14:00 UTC+1      |                                               |                 |             | Stockholm Publik: 511 Domare: Lovisa Johansson | Stockholm Publik: 511 Domare: Lovisa Johansson |

|             | 17 februari 2018 | KIF Örebro | 0 – 3           | Djurgårdens IF                                                | Behrn Arena                                 |                                             |
| 14:00 UTC+1 | 14:00 UTC+1      |            | (0 – 0) Rapport | 53′ Fanny Andersson 69′ Michelle Wörner 78′ Petronella Ekroth | Örebro Publik: 461 Domare: Lovisa Johansson | Örebro Publik: 461 Domare: Lovisa Johansson |
| 14:00 UTC+1 | 14:00 UTC+1      |            |                 |                                                               | Örebro Publik: 461 Domare: Lovisa Johansson | Örebro Publik: 461 Domare: Lovisa Johansson |
| 14:00 UTC+1 | 14:00 UTC+1      |            |                 |                                                               | Örebro Publik: 461 Domare: Lovisa Johansson | Örebro Publik: 461 Domare: Lovisa Johansson |

|             | 18 februari 2018 | Piteå IF                                                 | 3 – 3           | Hammarby IF                                        | Arcushallen                                |                                            |
| 15:00 UTC+1 | 15:00 UTC+1      | June Pedersen 42′ Julia Karlenäs 54′ Johanna Antti 90+1′ | (1 – 1) Rapport | 17′ Olga Ekblom 68′ Frida Sjöberg 88′ Ellen Gibson | Karlsvik Publik: 202 Domare: Sara Wiinikka | Karlsvik Publik: 202 Domare: Sara Wiinikka |
| 15:00 UTC+1 | 15:00 UTC+1      |                                                          |                 |                                                    | Karlsvik Publik: 202 Domare: Sara Wiinikka | Karlsvik Publik: 202 Domare: Sara Wiinikka |
| 15:00 UTC+1 | 15:00 UTC+1      |                                                          |                 |                                                    | Karlsvik Publik: 202 Domare: Sara Wiinikka | Karlsvik Publik: 202 Domare: Sara Wiinikka |

|             | 11 mars 2018 | Hammarby IF     | 1 – 0           | KIF Örebro | Stadshagens IP                           |                                          |
| 14:00 UTC+1 | 14:00 UTC+1  | Alma Nygren 40′ | (1 – 0) Rapport |            | Stockholm Publik: 261 Domare: Ulrica Löv | Stockholm Publik: 261 Domare: Ulrica Löv |
| 14:00 UTC+1 | 14:00 UTC+1  |                 |                 |            | Stockholm Publik: 261 Domare: Ulrica Löv | Stockholm Publik: 261 Domare: Ulrica Löv |
| 14:00 UTC+1 | 14:00 UTC+1  |                 |                 |            | Stockholm Publik: 261 Domare: Ulrica Löv | Stockholm Publik: 261 Domare: Ulrica Löv |

|             | 11 mars 2018 | Piteå IF           | 1 – 1           | Djurgårdens IF                 | Arcushallen                               |                                           |
| 20:30 UTC+1 | 20:30 UTC+1  | Nina Jakobsson 83′ | (0 – 0) Rapport | 90+4′ Ingibjörg Sigurðardóttir | Karlsvik Publik: 92 Domare: Sara Wiinikka | Karlsvik Publik: 92 Domare: Sara Wiinikka |
| 20:30 UTC+1 | 20:30 UTC+1  |                    |                 |                                | Karlsvik Publik: 92 Domare: Sara Wiinikka | Karlsvik Publik: 92 Domare: Sara Wiinikka |
| 20:30 UTC+1 | 20:30 UTC+1  |                    |                 |                                | Karlsvik Publik: 92 Domare: Sara Wiinikka | Karlsvik Publik: 92 Domare: Sara Wiinikka |